# ハロルド・ベッカー
ハロルド・ベッカー  （Harold Becker, 1928年9月25日 - ）は、アメリカ合衆国ニューヨーク出身の映画監督、プロデューサー。
『タップス』『ビジョン・クエスト/青春の賭け』『THE BOOST 引き裂かれた愛』と、ダリル・ポニクサンが脚本を継続して担当した時期があった。

## 主な作品
- オニオン・フィールド（英語版） The Onion Field (1979)
- ブラック・マーブル（英語版） The Black Marble (1980)
- タップス Taps (1981)
- ビジョン・クエスト/青春の賭け Vision Quest (1985)
- THE BOOST 引き裂かれた愛（英語版） The Boost (1988)
- シー・オブ・ラブ Sea of Love (1989)
- 冷たい月を抱く女 Malice (1993)
- 訣別の街 City Hall (1996)
- マーキュリー・ライジング Mercury Rising (1998)
- ドメスティック・フィアー Domestic Disturbance (2001)